# 왕을 찬양하라
왕을 찬양하라 "As-Salam al-Malaki" (وتحية رويال "Peace to the King")(영어: Royal Salute)은 이라크 왕국의 국가로, 리외 A. 샤폰이 작곡하였으며 가사는 없었다. 1924년 제정되어 사용되었으나, 1959년 군주제의 폐지로 폐지되었다.
그 후에는 나의 조국이 사용되었다.